# Aleksandrów (Radom)
Pour les articles homonymes, voir Aleksandrów.
Aleksandrów (prononciation : [alɛkˈsandruf]) est un village polonais de la gmina de Jedlnia-Letnisko dans le powiat de Radom de la voïvodie de Mazovie dans le centre-est de la Pologne.
Le village compte approximativement une population de 296 habitants en 2014.

## Histoire
De 1975 à 1998, le village appartenait administrativement à la voïvodie de Radom.